# Ceratocanthus basilicus
Ceratocanthus basilicus är en skalbaggsart som beskrevs av Ernst Friedrich Germar 1843. Ceratocanthus basilicus ingår i släktet Ceratocanthus och familjen Hybosoridae. Inga underarter finns listade i Catalogue of Life.